# In a Bar, Under the Sea
In a Bar, Under the Sea è il secondo album del gruppo musicale belga dEUS, pubblicato dall'etichetta discografica Island Records nel 1996.

## Tracce
1. I Don't Mind What Ever Happens – 0:46
2. Fell Off the Floor, Man – 5:13
3. Opening Night – 1:38
4. Theme from Turnpike – 5:46
5. Little Arithmetics – 4:30
6. Gimme the Heat – 7:38
7. Serpentine – 3:17
8. A Shocking Lack Thereof – 5:52
9. Supermarketsong – 1:56
10. Memory of a Festival – 1:52
11. Guilty Pleasures – 4:23
12. Nine Threads – 3:34
13. Disappointed in the Sun – 6:03
14. For the Roses – 4:57 (chiamata anche Roses)
15. Wake Me Up Before I Sleep – 2:53

## Formazione

### Gruppo
- Stef Kamil Carlens - voce, chitarra, basso, percussioni
- Tom Barman - voce, chitarra, hammond, cori, samples, percussioni, synth
- Julle De Borgher - batteria, percussioni
- Klaas Janzoons - voce, percussioni, cori, piano, violino, synth, beatbox
- Rudy Trouvé - voci, armonica, chitarra, ukulele

### Ospiti e altri musicisti
- Graig Ward - voce, chitarra, sax, mandolino, ukulele, chitarra
- Didier Fontaine - voce
- Eric Drew Feldman - hammond, percussioni, piano
- Pieter Lamot - trombone
- Ian Humphries - violino
- Charles Mutter - violino
- Nic Pendlebury - viola
- Deirdre Cooper - violoncello
- Dana Colley - sax
- Piet Jorens - piano, gong